# Vöröseltolódás

Egy távoli galaxishalmaz fényének vöröseltolódása a látható tartományban

Vörös-, illetve kékeltolódás

Vöröseltolódásnak hívjuk az elektromágneses hullámok hullámhosszának a kibocsátott hullámhosszhoz viszonyított megnövekedését. A jelenségnek a csillagászat és az asztrofizika területén fontos szerepe van, mivel a távoli galaxisok színképe a vörös felé tolódik. Az ellentétes jelenséget, amikor a hullámhossz rövidül, kékeltolódásnak hívjuk.
A vöröseltolódás három lehetséges okát meg kell különböztetni:
1. a forrás és a megfigyelő relatív mozgása (Doppler-effektus, relativisztikus Doppler-effektus)
2. a forrás és a megfigyelő gravitációs potenciálja eltérő (gravitációs vöröseltolódás)
3. a Világegyetem tágulása (a forrás és a megfigyelő között)

Általában a vöröseltolódás (és a kékeltolódás, a kibocsátottnál rövidebb hullámhossz észlelése) a következő módon számszerűsíthető:
ahol {\displaystyle f\,}a frekvencia és {\displaystyle \lambda \,} a hullámhossz.

## Története
A tárgy története a hullámmechanika 19. századi kifejlesztésével és a Doppler-effektussal kapcsolatos jelenségek felfedezésével kezdődött. A jelenséget Christian Andreas Dopplerről nevezték el, aki 1842-ben az első ismert fizikai leírását adta a jelenségnek A feltevést a holland Christoph Hendrik Diederik Buys Ballot tesztelte 1845-ben hanghullámok segítségével, és megállapította annak helyességét. Doppler helyesen állapította meg, hogy a jelenségnek mindenféle hullám esetén létre kell jönnie, és azt is felvetette, hogy a csillagok különböző színe is a Földhöz viszonyított mozgásukból ered. Bár ez utóbbi megállapítás helytelennek bizonyult (a csillagok színe a csillag hőmérsékletével kapcsolatos, nem a mozgásával), a Doppler-effektust igazolták a vöröseltolódás megfigyelésével.
Az első Doppler-féle vöröseltolódást 1848-ban egy francia fizikus, Armand-Hippolyte-Louis Fizeau írta le, aki kimutatta a csillagok színképének eltolódását a Doppler-effektusnak megfelelően. A hatást emiatt Doppler–Fizeau-hatásnak is nevezik. 1868-ban William Huggins brit csillagász volt az első, aki ezzel a módszerrel először határozta meg egy a Földtől távolodó csillag sebességét.
1871-ben a Nap forgásával kapcsolatosan állapították meg a jelenség létezését a Fraunhofer-féle vonalak megfigyelésével, az eltolódás nagyjából 0,1 Å volt. 1901-ben Aristarh Apollonovics Belopolszkij mért optikai vöröseltolódást laboratóriumban, forgó tükrökből álló rendszer segítségével.]
A vöröseltolódás kifejezés először Walter S. Adams amerikai csillagász cikkében jelent meg nyomtatásban 1908-ban ("Two methods of investigating that nature of the nebular red-shift".) Maga a szó idézőjelek nélkül csak 1934-ben jelenik meg Willem de Sitter által használva.
1912-ben kezdett észleléssorozatában Vesto Slipher felfedezte, hogy a legtöbb spirálködnek jelentős vöröseltolódása van. Ezután Edwin Hubble felfedezett egy közelítő kapcsolatot az ilyen „ködök” (akkor még nem tekintették csillagvárosoknak, galaxisoknak) vöröseltolódása és a távolságuk között, amely a Hubble-törvényhez vezetett Ezek a megfigyelések megerősítették Alexander Friedmann 1922-es munkáját, melyben levezette a Friedmann-egyenleteket. Ezek ma a táguló világegyetem és az Ősrobbanás-elmélet komoly bizonyítékát jelentik.

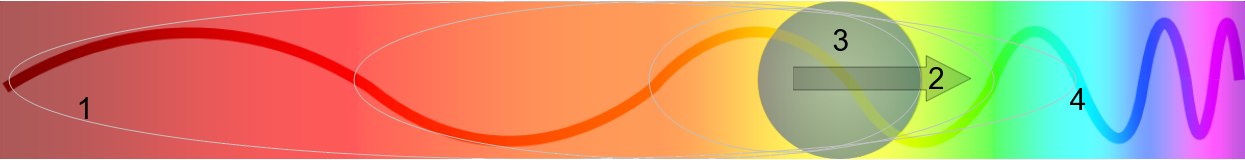
A rajz bal oldalán lévő megfigyelőhöz képest a fényforrás távolodik, ekkor a megfigyelőhöz érkező fény hullámhossza megnyúlik. Ezáltal a fény színe vörösebbé válik. Ezt hívják vöröseltolódásnak.
1: a fényforrás elmozdulásának hatására az elmozdulással ellentétes irányban a fényhullámok megnyúlnak
2: a fényforrás elmozdulási iránya
3: fényforrás
4: a fényforrás mozgása miatt a szemben lévő megfigyelőhöz érkező fény hullámhossza lerövidül

## A jelenség okai
A vöröseltolódásnak a következő okai lehetnek:

### A forrás mozgása
Ha a fényforrás távolodik a megfigyelőtől, akkor vöröseltolódás ({\displaystyle z>0\,}) lép fel; ha a forrás a megfigyelő felé mozog, akkor pedig kékeltolódás ({\displaystyle z<0\,}). Ez minden hullám esetén igaz, és a Doppler-effektussal magyarázható. Ha a forrás a megfigyelőtől a fény sebességénél jóval kisebb {\displaystyle v\,} sebességgel távolodik, akkor a vöröseltolódás megadható a
{\displaystyle z\approx {\frac {v}{c}}}
összefüggéssel, ahol {\displaystyle c\,} a fénysebesség.
Fontos hangsúlyozni, hogy a kifejezés csak közelítő, és a fénysebesség közelében módosításra szorul (relativisztikus Doppler-effektus):
{\displaystyle f_{\mathrm {megfigyelt} }={\sqrt {\frac {1-v/c}{1+v/c}}}\cdot f_{\mathrm {forr{\acute {a}}s} }}

### A tér tágulása

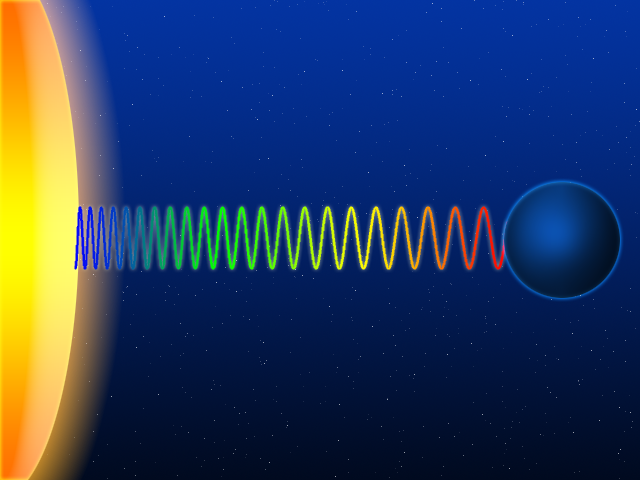
Egy test felszínéről elinduló fény gravitációs vöröseltolódást szenved

A kozmológia jelenleg elfogadott modellje szerint a tér tágul, és a fény hullámhossza megnövekszik (megnyúlik) a tér tágulásával, ami a fény vörösebbé válásaként látszik látható fény esetében. Ha a Világegyetem az összehúzódás állapotában lenne, akkor a távoli galaxisok fénye a kék felé tolódna. A távoli galaxisok vöröseltolódása teljesen úgy látszik, mintha a távoli galaxisok távolodnának, az általános relativitáselmélet szerint viszont a távolodás, és a tér tágulása két különböző dolog. A távoli galaxisokra ne úgy tekintsünk, mint amelyek távolodnak, hanem úgy, hogy a közöttünk levő tér tágul. Ennek ellenére néha hivatásos csillagászok is kissé pongyolán „távolodási sebességről” beszélnek a vöröseltolódás esetében, ami a laikusokat megzavarhatja.

### Gravitációs hatások
Az általános relativitáselmélet szerint az erős gravitációs téren keresztülhaladó fény vörös vagy kékeltolódást szenvedhet. Ezt Einstein-eltolódásként ismeri a szakirodalom. Ez a hatás a Földön nagyon kicsi, de a Mössbauer-effektus révén mérhető. Ennek ellenére a fekete lyuk esetén nagyon jelentős: azoknak a testeknek, melyek elérik az eseményhorizontot, a vöröseltolódása végtelenné válik. Ez a fő oka a kozmikus mikrohullámú háttérsugárzás nagy szögskálájú hőmérséklet-ingadozásainak is.

## Megfigyelése
A Doppler-effektus csillagászati alkalmazásait a Doppler-effektus szócikkben találhatjuk. A továbbiakban a másfajta eredetű vöröseltolódásokról írunk.
A csillagászat területén a vöröseltolódás mérhető, hiszen az atom emissziós és abszorpciós (elnyelési) színképe jól ismert. Amikor távoli galaxisok színképét vizsgáljuk, akkor a megfelelő színképvonalak a kisebb frekvenciák (nagyobb hullámhosszak) felé tolódnak el. Minél távolabbi egy objektum, annál nagyobb a vöröseltolódása. Ezekre a távolabbi objektumokra úgy is tekinthetünk, mint amelyek korábbi állapotúak, ugyanis a fénynek időre van szüksége, hogy hozzánk eljusson. A legnagyobb megfigyelhető vöröseltolódása a kozmikus mikrohullámú háttérsugárzásnak van: z = 1089. Ez időben a jelenleginél 13,7 milliárd évvel korábbnak felel meg, és az Ősrobbanás utáni 379 000. évnek.
A Lokális Csoporton kívüli, de ezer megaparszeknél közelebbi galaxisok esetén a vöröseltolódás a galaxis távolságával arányos, amelyet Edwin Hubble fedezett fel, és róla Hubble-törvénynek nevezték el. Ezt az eltolódást a tér tágulásának a számlájára írják, azaz minél távolabb van egy galaxis, annál nagyobb mértékben tágult a tér, mióta a fénye elért minket, azaz annál jobban megnyúlt a fény hullámhossza, annál jobban eltolódott a hullámhossza a vörös felé, annál nagyobb sebességgel látszik távolodni. A vöröseltolódás gyakran könnyebben és pontosabban mérhető, mint a távolodási sebesség, ezért a távolságot általában a vöröseltolódásból számolják a Hubble-törvény szerint.
A még távolabbi galaxisok esetén a jelenlegi távolság és a megfigyelt vöröseltolódás közötti összefüggés bonyolultabbá válik. Ha valaki egy távoli galaxist néz, akkor annak egy régmúltbeli állapotát figyeli meg, amikor a Világegyetem másmilyen volt, mint most. Úgy feltételezzük, hogy régebben más sebességgel tágult a Világegyetem, mint most. A feltételezésnek két oka van: (1) a gravitációs vonzás hatására a tágulásnak lassulnia kell és (2) a kozmológiai állandó jelenléte változtathatja a világegyetem tágulási ütemét. Jelenlegi megfigyeléseink viszont arra utalnak, hogy a világegyetem tágulása nem lassul, ahogy (1) szerint várjuk, hanem gyorsul.
A táguló Világegyetem az Ősrobbanás-elmélet alapvető következménye.

## Működése
Egy egyszerű foton a vákuumbeli terjedése során többféle módon is képes vöröseltolódásra. Ezek mindegyike a Doppler-jelenséghez hasonló, ami azt jelenti, hogy {\displaystyle z\,} független a hullámhossztól. Ezeket a Galilei-transzformációval, Lorentz-transzformációval, vagy az általános relativitáselmélet segítségével írhatjuk le.
| Eltolódás típusa           | Eltolódási törvény           | Példa téridők        | Definíció                                                                     |
| -------------------------- | ---------------------------- | -------------------- | ----------------------------------------------------------------------------- |
| Doppler-eltolódás          | Galilei-transzformáció       | Newtoni téridő       | {\displaystyle z={\frac {v}{c}}}                                              |
| Relativisztikus Doppler    | Lorentz-transzformáció       | Minkowski téridő     | {\displaystyle z=\left(1+{\frac {v}{c}}\right)\gamma -1}                      |
| Kozmológiai vöröseltolódás | általános relativitáselmélet | FRW téridők          | {\displaystyle z={\frac {a_{\mathrm {most} }}{a_{\mathrm {akkor} }}}-1}       |
| Gravitációs vöröseltolódás | általános relativitáselmélet | Schwarzschild téridő | {\displaystyle z={\frac {1}{\sqrt {1-\left({\frac {2GM}{rc^{2}}}\right)}}}-1} |